# Nummernkonto
Nummernkonto (oder Nummerndepot) ist der umgangssprachliche Ausdruck für Bankkonten oder Wertpapierdepots, bei denen die Kontoanschrift durch eine Nummer oder ein Kennwort ersetzt ist. Gegensatz ist das weitaus üblichere Namenskonto.
International hat jedes Konto eine Kontonummer. Diese ist aber lediglich die banktechnische Identifikation eines namentlich genannten Kontoinhabers aus einer Bankverbindung. Die Kontonummer dient lediglich der Geschäftserleichterung, indem sie ein Organisationsmittel zur Auffindung des Kontoinhabers darstellt. Keinesfalls wird das Namenskonto durch die bankinterne Zuordnung einer Kontonummer zum Nummernkonto.
Beim Nummernkonto fehlt jedoch diese Verknüpfung zu einem Kontoinhaber, so dass es auf Bankbelegen (etwa dem Kontoauszug) und in der bankinternen Datenverarbeitung ausschließlich durch die Nummer identifiziert wird und der Name des Kontoinhabers nicht auftaucht. Die Bank kennt zwar den Namen des Kontoinhabers, verwendet diesen aber nicht in der täglichen Kontoführung. Die Datenbank, in der ein bestimmtes Nummernkonto einem Kontoinhaber zugeordnet ist, ist nur einem begrenzten Kreis an Bankmitarbeitern zugänglich. Das Nummernkonto dient mithin insbesondere dazu, dass bankintern der Name eines Kontoinhabers nur wenigen Bankmitarbeitern bekannt wird.

## Geschichte
Nummernkonten waren schon vor dem Ersten Weltkrieg in Italien und Österreich bekannt. Der Soziologe Marc Perrenoud vermutete, dass das Nummernkonto in der Schweiz bereits zwischen 1901 und 1903 erstmals verwendet wurde. Zu jener Zeit begannen sich die Schweizer Banken für die Vermögensverwaltung zu interessieren, nachdem sie sich in den ersten Jahrzehnten ihres Bestehens vor allem als Kredit- und Handelsbanken betätigt hatten. Nach 1918 gab es Nummernkonten bei Schweizer Banken wegen der politischen und sozialen Unruhen in vielen anderen Ländern, während die Schweiz mit Neutralität und Währungsstabilität für Kapitalflucht attraktiv wurde.
In der Rechtsunsicherheit nach der Machtergreifung der Nationalsozialisten in Deutschland und später auch in Österreich sowie befürchteter sozialistischer Regierungen in Frankreich wurde in der Schweiz eine andere Kommunikationsform als notwendig empfunden. Die Bergier-Kommission erwähnt als Ursachen im Bergier-Bericht die Währungsentwertung, politische Unsicherheiten, Devisenbewirtschaftung, Enteignungen und Krieg, dazu den internationalen Ruf der Schweiz, die leichte Erreichbarkeit und den harten Schweizer Franken.
Ein weiterer Grund war die Tätigkeit von deutschen Spionen, worauf der Schweizerische Bankverein (SBV) im Mai 1934 „Maßnahmen zur Verdunkelung der wahren Besitzerverhältnisse der Kunden“ ergriff. Zum Schutz deutschen Fluchtkapitals führten denn auch die Niederlassungen Zürich und Schaffhausen des SBV für deutsche Kunden Nummernkonten ein, wie das Landesfinanzamt Berlin am 22. März 1934 in einem Rundschreiben über Schutzmaßnahmen ausländischer Banken meldete. Am 8. Juli 1936 gab der SBV eine Arbeitsanweisung an seiner Mitarbeiter heraus, wonach die ausländische Kundschaft fortan dazu aufgefordert werden müsse, „ihre Konten als Nummernkonten zu führen“. Das Schweizer Bankgeheimnis trat im November 1934 in Kraft und förderte zusätzlich die Steuerflucht in die Schweiz.
Im Juni 1975 plädierte der Präsident der Schweizerischen Nationalbank, Fritz Leutwiler, für die Abschaffung der „dem Ansehen der Schweiz nicht unbedingt zuträglichen Nummernkonten“, was bei den Banken allerdings auf Ablehnung stieß.
Im Juni 1980 empfahl bereits der Europarat im Rahmen der Geldwäschebekämpfung, Identifikationspflichten in nationales Recht zu übernehmen.

## Rechtsfragen
Nummernkonten dieser Art widersprechen in Deutschland dem steuerrechtlichen und durch Kreditinstitute zu beachtenden Grundsatz der Kontenwahrheit des § 154 Abs. 1 AO, wonach niemand für sich oder einen Dritten ein Konto auf einen falschen oder erdichteten Namen errichten oder Buchungen vornehmen lassen, Wertsachen (Geld, Wertpapiere, Kostbarkeiten) in Verwahrung geben oder verpfänden oder sich ein Schließfach geben lassen darf.
Durch die Kontenwahrheit sind Nummernkonten in Deutschland ausgeschlossen, denn eine Nummer oder ein Kennwort gelten als „falscher oder erdichteter Name“, weil sich der richtige Name des Kontoinhabers ausschließlich aus Legitimationspapieren (bei Privatpersonen) oder dem Handelsregister (bei Unternehmen) ergibt.

## International
Schweiz
Das Schweizer Nummernkonto gehörte zur Bankpraxis, fand jedoch keine gesetzliche Verankerung. Als rein administrative, bankinterne Maßnahme ohne besondere Grundlage im Gesetz bietet das Nummernkonto höchstens in praktischer Hinsicht einen erhöhten Schutz, indem nur ganz wenige Mitarbeiter (Management) und eventuell deren Hilfspersonen die Namen der Konteninhaber kennen. Das Nummernkonto verstärkt nicht das Schweizer Bankgeheimnis, sondern steht hier dem „Namenskonto“ gleich. Bei Steuerbetrug und Geldwäscherei wird das Bankgeheimnis auch für Nummernkonten durchbrochen.
Bei Nummernkonten ist die seit Oktober 1987 bestehende Vereinbarung über die Standesregeln zur Sorgfaltspflicht der Banken (VSB 08) zu beachten. Diese Vereinbarung ist „auf unter Nummern oder Kennworten geführte Konten, Hefte, Depots und Schrankfächer laut Art. 9 uneingeschränkt anwendbar“. Hingegen ist die Eröffnung von Inhabersparheften verboten. Seit Juli 2004 sind die Schweizer Kreditinstitute verpflichtet, auch die Identität der Inhaber eines Nummernkontos zu prüfen und zu dokumentieren. Nach Art. 3 GwG hat der Finanzintermediär bei der Aufnahme von Geschäftsbeziehungen die Vertragspartei aufgrund eines beweiskräftigen Dokumentes zu identifizieren. Handelt es sich bei der Vertragspartei um eine juristische Person, so muss der Finanzintermediär die Bevollmächtigungen der Vertragspartei zur Kenntnis nehmen und die Identität der Personen überprüfen, die im Namen der juristischen Person die Geschäftsbeziehung aufnehmen. Der Finanzintermediär muss nach Art. 4 GwG auch die wirtschaftlich berechtigte Person mit der nach den Umständen gebotenen Sorgfalt feststellen. Im Sprachgebrauch ist inzwischen nicht mehr von Nummernkonten, sondern zunehmend von „Inhaberkonten“ die Rede.
Der bargeldlose Zahlungsverkehr war bei Nummernkonten faktisch nur eingeschränkt möglich, weil Überweisungen (Auslandsüberweisungen) als Pflichtfeld die namentliche Angabe des Kontoinhabers erfordern. Deshalb waren lediglich Barein- und Barauszahlungen möglich. Anonyme Auslandsüberweisungen von einem Schweizer Nummernkonto waren bis 2004 möglich, seitdem sind sie abgeschafft.
Österreich
In Österreich ließ sich ein Nummernkonto unter irgendeinem Phantasienamen eröffnen, Wohnsitz und Adresse mussten nicht einmal hinterlegt werden. Ein Anleger kann seit Juni 2002 sein österreichisches Konto nicht mehr völlig anonym führen. Er muss seine Identität bei der Kontoeröffnung preisgeben. Anonyme Sparbücher mit Losungswort sind nur noch auf Spareinlagen bis zu 14.999 Euro erlaubt. Nach § 38 Abs. 2 BWG gilt das Bankgeheimnis nicht im Finanzstrafverfahren und bei der Verpflichtung zur Auskunftserteilung. Gemäß § 40 BWG haben die Kreditinstitute die Identität eines Kunden festzustellen und zu überprüfen.
Weitere Länder
Weitere Länder mit Nummernkonten waren oder sind Belgien, Frankreich, Liechtenstein, Luxemburg sowie Steueroasen und insbesondere Offshore-Finanzplätze.